# Bigger Than The Universe
Bigger Than The Universe är en låt framförd av Anders Bagge i Melodifestivalen 2022. Låten, som deltog i den tredje deltävlingen, gick direkt vidare till final. Låten kom på en andra plats med 121 poäng.
Låten är skriven av Anders Bagge, Jimmy Jansson, Peter Boström och Thomas G:son.